# Tamdyazt
La tamdyazt ou tamedyazt est un sous genre de la poésie amazighe, forme particulière poétique chantée par l'amdyaz ou amedyaz. Elle est une véritable conscience[réf. nécessaire] de la communauté amazighe[Laquelle ?], un troubadour colportant et diffusant une information dans des contrées reculées et enclavées, le thème varie en fonction de l’événement, mais les thèmes qu’elle traite ne sont statistiquement ni sémantiquement stables. Ils sont tributaires de l’auditeur, des événements, des intentions du poète. Ce dernier peut "chanter" pour critiquer, conseiller, se plaindre, se résigner. On peut trouver une tamedyazt consacrée à un seul thème événement (crime, guerre, sécheresse...). 

## Étymologie
En berbère, le terme "tamedyazt" (au pluriel "timedyazin") qualifie un long poème chanté. 

## Histoire
Autrefois elle fonctionnait comme un "journal", tient lieu de presse. La tamdyazt a aussi pu jouer un rôle d'information de masse, notamment durant les différentes colonisations du Maghreb[réf. nécessaire].  

## Spécificités
La tamdyazt implique une dimension philosophique : expliquer l’origine du monde et de la vie, le passé, le présent, l’avenir et le devenir, elle situe notre existence par rapport à la création du monde, prône la sagesse, on dit qu’elle véhicule[réf. nécessaire] : iwaliwen, ineghmisen, lemâni, tiwid ghef luqt...

## Liens Externes
Exemple de Tamdiazt